# Calycopsis typa
Calycopsis typa är en nässeldjursart som beskrevs av Fewkes 1882. Calycopsis typa ingår i släktet Calycopsis och familjen Bythotiaridae. Inga underarter finns listade i Catalogue of Life.